# フランセ・トリコロール
フランセ・トリコロール（英：Francais Tricolor）は、フランス原産のセントハウンド犬種のひとつである。別名はシャン・フランセ・トリコロール（英：Chien Francais Tricolore）、フレンチ・トリコロール・ハウンド(英：French Tricolour Hound）、フレンチ・ハウンド＝トリコロール（英：French Hound-Tricolour）など。

## 歴史など
フランス原産のセントハウンド犬種のあるグループには、分類に際して多大な混乱を引き起こしているものがある。それは本種フランセ・トリコロールなどのフランス原産のフォックスハウンドタイプの犬種がの属している「フレンチ・ハウンド・グループ」である。フレンチ・ハウンド・グループには膨大な数の犬がリストアップされているが、どの犬を統合すべきか、独立させるか、或いはサイズによって別の種として区分するのかは専門家や愛好家によって全く統一されることなく数百年存在してきた。しかし、近年になってから世界の純血犬種の公認・保護を行っている国際畜犬団体（FCI）によって暫定的な分類の決着がつけられ、そのうちの数タイプが犬種として独立、犬種として仮公認されるようになった。
いったんフレンチ・ハウンド・グループに関する分類の混乱は沈静化されたが、立て続けにもうひとつの分類に関する混乱が起きている。それはフレンチ・ハウンド・グループの更に内側にあるグループである「アングロ＝フレンチ・ハウンド」というグループの分類に関することであった。アングロ＝フレンチ・ハウンドはフレンチ・ハウンド・グループの中の特定の3犬種を指すグループ名で、これには通常のフレンチ・ハウンド・グループの犬種とは異なり、3つのサイズ階級（大きい順にグラン＝アングロ、モワイェン・ヴェヌリー、プティット・ヴェヌリー）があり、3犬種と3階級合わせて9犬種が確認されていた。これらはそれぞれに役割や愛好家が存在していたため急速な統一は行わず、それぞれが犬種として準公認された。ところが、そのアングロ＝フレンチ・ハウンドグループの犬種にはフレンチ・ハウンド・グループの犬種と名前が全く同じ、或いは非常に似通った名前で呼ばれていたものが多かったため非常に紛らわしく、結果として愛好家や専門家でさえも誤解をするような事態を引き起こした。この混乱は現在も残っており、専門家によって犬種として見なしているものやタイプとして統一しているものがバラバラになったままになっている。この問題の改善策として各犬種・タイプの更なるスタンダード（犬種基準）強化や改名などが検討されている。尚、FCIは既出の通りフレンチ・ハウンド・グループの暫定区分は行ったが、アングロ＝フレンチ・ハウンドの区分や整理は行っていない。
フランセ・トリコロールはイングリッシュ・フォックスハウンド、ポワトヴァン、ビリー、グラン・ガスコン・サントジョワなどを掛け合わせて作出された。イギリスのフォックスハウンドよりもスタミナ面やパワーを重視した改良が行われた。
主にノロジカやイノシシといった大型哺乳類をセントハント（嗅覚猟）するのに用いられる。パックで獲物の臭いを追跡し、発見すると飛び掛って噛み留めを行い主人に止めを刺してもらうか、自らの手で仕留める（主人の命令によりどちらの行動を取るかそのつど変化させる）。手に負えない獲物であっても最後まであきらめずに戦いを挑む。
現在も多くが実猟犬として飼育されていて、ペットとして迎え入れられているものは非常に稀である。原産国フランスではペット用の本種の大半が実猟犬として繁殖されたもののうちのリタイア犬であるとも言われている。もちろんペット用、及びショードッグ用としてブリードされたものもいるが、実猟犬であるという性質上ペットとしては扱いにくく、他犬種に比べるとペットとして飼われているものはとても少ない。原産国以外ではあまり飼育されていない。

## 特徴
その姿はまさしく実猟犬である。筋肉質で引き締まった体つきをしていて、脚が長く走るのが速い。マズルは細めで頭部は小さめ、耳は垂れ耳、尾は垂れ尾。コートはスムースコートで、毛色は犬種名の通り白・黒・茶のトリコロール（トライカラー）である。毛色の入り方は他のセントハウンド犬種の典型的なものと一緒である。体高62〜72cm、体重34.5〜35.5kgの大型犬で、性格は主人に忠実で従順、落ち着きがあるが、勇敢で警戒心が強く、狩猟本能が高い。猟犬種にはありがちな独立心や頑固さは少なく、自分で獲物を狩るよりも長時間主人の命令に従いながら狩りを行うことを得意とする。スタミナが膨大で力が強く、獲物の臭いを追跡することが大好きである。見知らぬ人や犬に対しては強い警戒心を抱き吠え立てる傾向にあるが、主人家族に対しては友好的である。生粋の猟犬種であるため、家庭犬として飼育する際には仔犬のころから厳しい訓練を積んでおく必要がある。吠え声が大きく、運動量が非常に多いため狭い場所や集合住宅での飼育は不可能である。まず初心者はおろか、日本では一般家庭での飼育も難しい上級者向けの犬種である。かかりやすい病気は大型犬でありがちな股関節形成不全などがある。